# Agyneta birulai
Agyneta birulai – gatunek pająka z rodziny osnuwikowatych, zamieszkujący Rosję i Chiny.

## Taksonomia
Gatunek opisany po raz pierwszy w 1908 przez polskiego arachnologa Władysława Kulczyńskiego jako Micryphantes birulai. W rodzaju Agyneta umieszczony przez Wunderlicha w 1995. W 2011 Andrei W. Tanasewicz z gatunkiem tym zsynonimizował gatunek Agyneta bialata, opisany pierwotnie jako Meioneta bialata Tao, Li & Zhu, 1995.

## Habitat
Zamieszkuje stoki o południowej ekspozycji. Znajdywana na piargach i pod kamieniami.

## Rozprzestrzenienie
Gatunek występuje na Syberii od polarnej części Uralu, przez Putoranę i arktyczną Jakucję po Wyspę Wrangla na północy i Transbajkalię na południu. Wykazywany też z północno-zachodniej Nearktyki oraz Chin.